# یوشیوکی کونو (صداپیشه)
یوشیوکی کونو (انگلیسی: Yoshiyuki Kono؛ زادهٔ ۱ ژانویهٔ ۱۹۵۳) صداپیشه اهل ژاپن است.